# Sân vận động Olímpic Lluís Companys
Sân vận động Olímpic Lluís Companys (phát âm tiếng Catalunya: [əsˈtaði uˈlimpiɡ ʎuˈis kumˈpaɲs], trước đây có tên gọi là  Sân vận động Olímpic de Montjuïc hay Estadio de Montjuic) là một sân vận động ở Barcelona, Catalunya, Tây Ban Nha. Ban đầu được xây dựng vào năm 1927 cho Triển lãm thế giới 1929 và cuộc đấu thầu giành quyền đăng cai Thế vận hội Mùa hè 1936 của Barcelona. Sân được cải tạo vào năm 1989 để tổ chức Thế vận hội Mùa hè 1992 và Paralympics 1992. Sân trở thành sân nhà của FC Barcelona cho mùa giải 2023–24 do việc cải tạo sân Camp Nou.
Sân vận động nằm ở Anella Olímpica, Montjuïc, một ngọn đồi lớn ở phía tây nam thành phố. Với sức chứa hiện tại là 55.926, đây là sân vận động lớn thứ 6 ở Tây Ban Nha và lớn thứ 2 ở Catalunya.

## Lịch sử

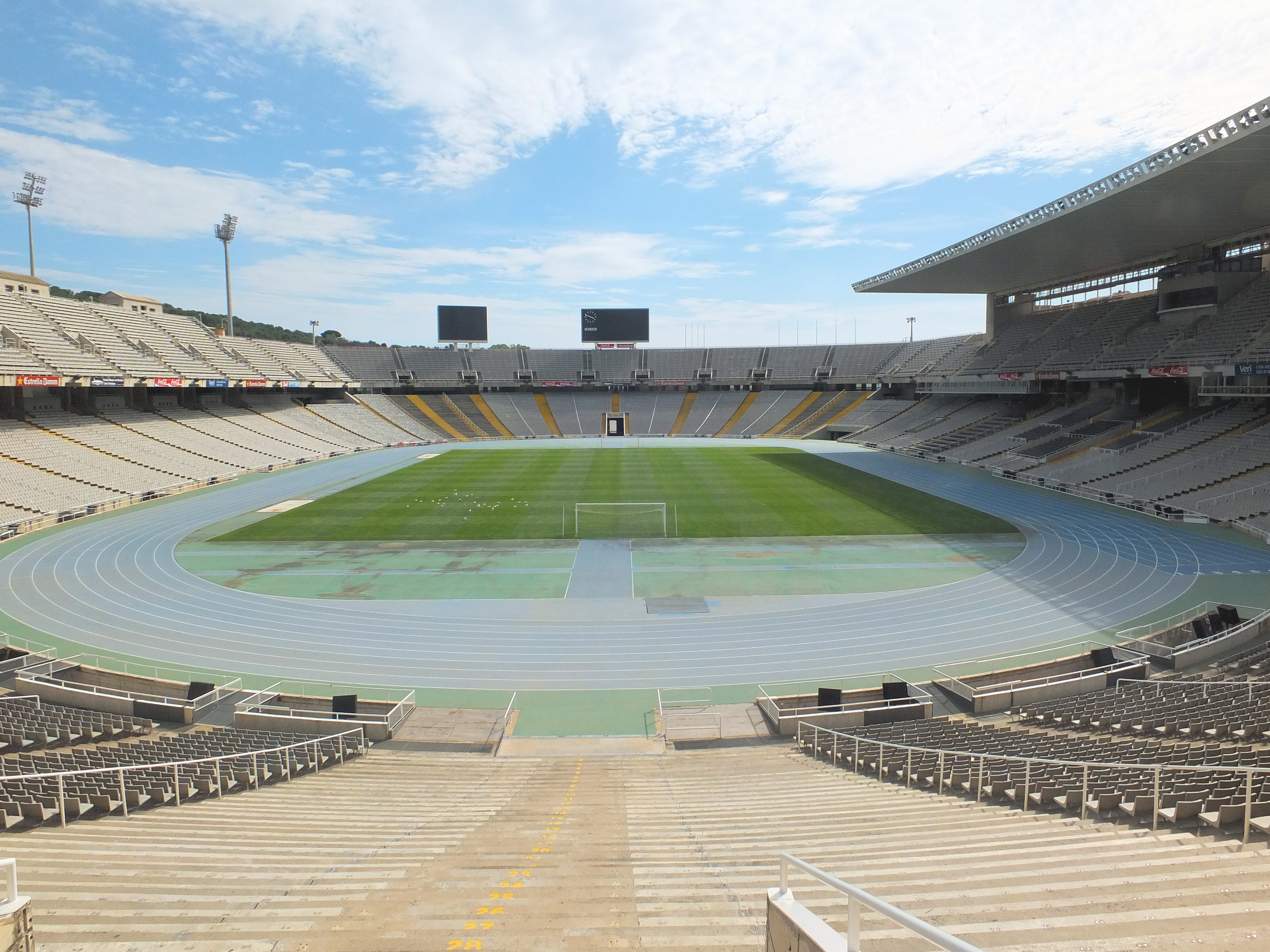
Quang cảnh bên trong sân vận động vào năm 2014.

Sân được thiết kế bởi kiến trúc sư Pere Domènech i Roura cho Triển lãm thế giới 1929, chính thức khánh thành vào ngày 20 tháng 5 năm 1929. Lễ khánh thành bao gồm trận đấu bóng bầu dục giữa Tây Ban Nha và Ý, trận bóng đá giữa Catalunya và Bolton.
Sân được dùng để tổ chức Olympic của Nhân dân vào năm 1936, một sự kiện nhằm phản đối Thế vận hội Mùa hè 1936 ở Berlin, nhưng sự kiện này đã phải hủy bỏ do sự bùng nổ của Nội chiến Tây Ban Nha.
Năm 1955, sân là nơi tổ chức Đại hội Thể thao Địa Trung Hải. Năm 1957, sân đã tổ chức trận chung kết Cúp Nhà vua Tây Ban Nha giữa FC Barcelona và RCD Espanyol.
Vào những năm bảy mươi, sân không được sử dụng và khán đài bị xuống cấp. Khi Giải đua ô tô Công thức 1 Tây Ban Nha và các cuộc đua khác được tổ chức tại đường đua Montjuïc, sân được sử dụng làm bãi tập cho các đội. Do những lo ngại về an toàn, giải đua Công thức 1 năm 1975 gần như bị các tay đua tẩy chay.
Trong cuộc đấu thầu giành quyền đăng cai Thế vận hội Mùa hè 1992 của Barcelona, sân đã được cải tạo hoàn toàn với sự tham gia của kiến trúc sư Vittorio Gregotti người Ý. Năm 1989, địa điểm được khánh thành lại cho IAAF Continental Cup. Ba năm sau, sân được dùng để tổ chức lễ khai mạc, bế mạc và bộ môn điền kinh của Thế vận hội và cũng được sử dụng trong Paralympics.
Sân vận động từng là sân nhà của RCD Espanyol từ năm 1997 đến năm 2009. Lần cuối sân xuất hiện tại La Liga là mùa giải 2008–2009, trước khi Espanyol chuyển đến sân vận động RCDE.
Sân cũng từng là sân nhà của câu lạc bộ bóng bầu dục Barcelona Dragons cho đến năm 2002. Vào năm 1991 và 1992, kích thước bề mặt thi đấu của sân ngắn hơn một chút so với quy định, khu vực cuối sân chỉ có 7 yard (ngắn hơn 3 yard so với kích thước quy định của NFL), sau đó đã được kéo dài thành 10 yard theo tiêu chuẩn. Sân là nơi tổ chức NFL vào năm 1993 và năm 1994.
Năm 2001, sân vận động được đổi tên theo tên cựu chủ tịch của Chính phủ Catalunya, Lluís Companys, người đã bị xử tử tại Lâu đài Montjuïc gần đó vào năm 1940 bởi chế độ Franco. Vào năm 2010, sân vận động đã tổ chức giải vô địch điền kinh châu Âu lần thứ 20.
Vào mùa giải 2023–24, sân đóng vai trò là sân nhà của FC Barcelona do quá trình cải tạo Camp Nou, dự kiến sẽ hoàn thành vào mùa giải 2025–26.

## Sự kiện

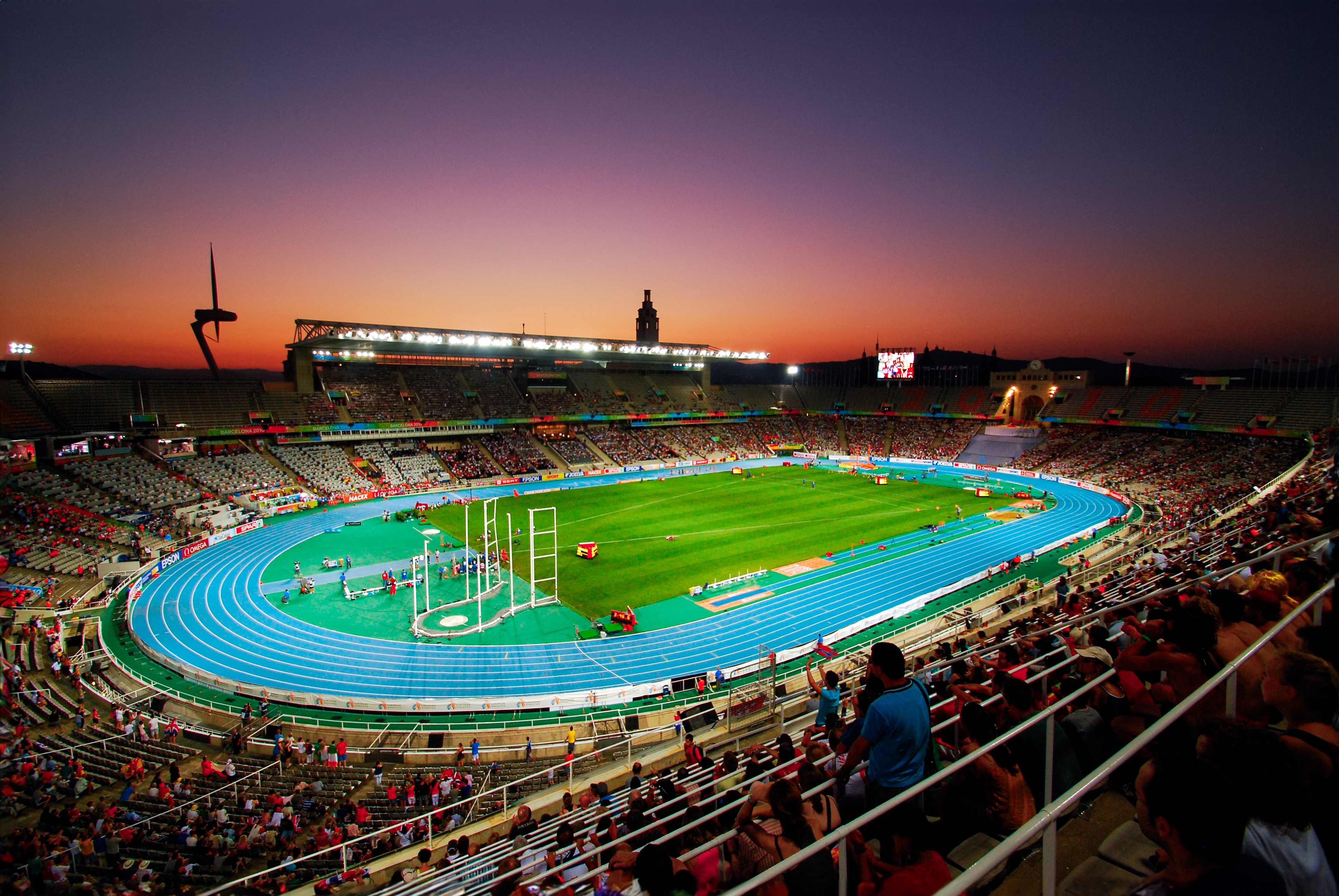
Quang cảnh sân vận động khi tổ chức Giải vô địch điền kinh châu Âu 2010.

### Thể thao
- 1929: Trận đấu bóng bầu dục quốc tế chính thức đầu tiên của Tây Ban Nha, đấu với Ý.[6] Spain won 9–0.[6]
- 1935: Trận đấu boxing giữa Paolino Uzcudun và Max Schmeling
- 1955: Đại hội Thể thao Địa Trung Hải.
- 1989: IAAF World Cup.
- 1992: Olympics và Paralympics.
- 1993: Chung kết Giải Bóng bầu dục Vô địch châu Âu, XIII Catalans 22–23 Huddersfield RLFC
- 1997: World Bowl '97 giữa Barcelona Dragons và Rhein Fire.
- 2003: Thế vận hội Cảnh sát và Phòng cháy chữa cháy Thế giới.
- 2009: Trận Super League đầu tiên, Catalans Dragons 12–24 Warrington Wolves.
- 2010: Giải vô địch điền kinh châu Âu.
- 2011: Tứ kết Heineken Cup giữa Perpignan và Toulon.
- 2012: Giải vô địch điền kinh thế giới Trẻ.

#### Bóng đá
- 1930: Chung kết Cúp Nhà vua, Athletic Bilbao 3–2 Real Madrid.
- 1933: Chung kết Cúp Nhà vua, Athletic Bilbao 2–1 Real Madrid.
- 1934: Chung kết Cúp Nhà vua, Real Madrid 2–1 Valencia.
- 1939: Chung kết Cúp Nhà vua, Sevilla FC 6–2 Racing de Ferrol.
- 1944: Chung kết Cúp Nhà vua, Athletic Bilbao 2–0 Valencia.
- 1945: Chung kết Cúp Nhà vua, Athletic Bilbao 3–2 Valencia.
- 1946: Chung kết Cúp Nhà vua, Real Madrid 3–1 Valencia.
- 1957: Chung kết Cúp Nhà vua, Barcelona 1–0 Espanyol.
- 2004: Chung kết Cúp Nhà vua, Real Zaragoza 3–2 Real Madrid.

| Ngày                | Đối thủ          | Kết quả | Giải đấu |
| ------------------- | ---------------- | ------- | -------- |
| 1 tháng 1 năm 1930  | Tiệp Khắc        | 1–0     | Giao hữu |
| 26 tháng 4 năm 1931 | Cộng hòa Ireland | 1–1     | Giao hữu |
| 23 tháng 2 năm 1936 | Đức              | 1–2     | Giao hữu |
| 30 tháng 5 năm 1948 | Cộng hòa Ireland | 2–1     | Giao hữu |
| 2 tháng 1 năm 1949  | Bỉ               | 1–1     | Giao hữu |
| 29 tháng 3 năm 2000 | Ý                | 2–0     | Giao hữu |
| 13 tháng 2 năm 2002 | Bồ Đào Nha       | 1–1     | Giao hữu |
| 18 tháng 2 năm 2004 | Perú             | 2–1     | Giao hữu |

| Ngày                | Đối thủ | Kết quả | Giải đấu                      |
| ------------------- | ------- | ------- | ----------------------------- |
| 9 tháng 6 năm 1999  | Pháp    | 0–1     | Vòng loại UEFA Euro 2000      |
| 28 tháng 3 năm 2007 | Anh     | 0–3     | Vòng loại UEFA Euro 2008      |
| 6 tháng 9 năm 2008  | Anh     | 0–2     | Vòng loại FIFA World Cup 2010 |

### Âm nhạc
| Ngày                                                                       | Quốc gia     | Nghệ sĩ                                | Tour                              | Mở màn                             | Khán giả          | Doanh thu  |
| -------------------------------------------------------------------------- | ------------ | -------------------------------------- | --------------------------------- | ---------------------------------- | ----------------- | ---------- |
| 7 tháng 10 năm 1989                                                        | Tây Ban Nha  | Mecano                                 | Tour 1989                         | La Unión                           | —                 | —          |
| 13 tháng 6 năm 1990                                                        | Anh          | The Rolling Stones                     | Urban Jungle Tour                 | Gun                                | —                 | —          |
| 14 tháng 6 năm 1990                                                        | Anh          | The Rolling Stones                     | Urban Jungle Tour                 | Gun                                | —                 | —          |
| 25 tháng 7 năm 1990                                                        | Mỹ           | Prince                                 | Nude Tour                         | —                                  | 49,455 / 49,455   | —          |
| 1 tháng 8 năm 1990                                                         | Mỹ           | Madonna                                | Blond Ambition World Tour         | —                                  | —                 | —          |
| 5 tháng 10 năm 1990                                                        | Mỹ           | Tina Turner                            | Foreign Affair: The Farewell Tour | —                                  | —                 | —          |
| 6 tháng 10 năm 1990                                                        | Mỹ           | Tina Turner                            | Foreign Affair: The Farewell Tour | —                                  | —                 | —          |
| 18 tháng 9 năm 1992                                                        | Mỹ           | Michael Jackson                        | Dangerous World Tour              | —                                  | —                 | —          |
| 11 tháng 5 năm 1993                                                        | Mỹ           | Bruce Springsteen                      | 1992-1993 World Tour              | —                                  | —                 | —          |
| 6 tháng 10 năm 1993                                                        | Pháp         | Jean-Michel Jarre                      | Europe in Concert                 | El Último de la Fila               | —                 | —          |
| 27 tháng 7 năm 1994                                                        | Anh          | Pink Floyd                             | The Division Bell Tour            | —                                  | —                 | —          |
| 13 tháng 6 năm 1995                                                        | Mỹ           | Bon Jovi                               | These Days Tour                   | Van Halen                          | —                 | —          |
| 13 tháng 9 năm 1997                                                        | Ireland      | U2                                     | Popmart Tour                      | Placebo                            | 60,096 / 60,096   | $2,281,165 |
| 20 tháng 7 năm 1998                                                        | Anh          | The Rolling Stones                     | Bridges to Babylon Tour           | Hothouse Flowers                   | 52,375 / 52,375   | $2,464,319 |
| 17 tháng 5 năm 2003                                                        | Mỹ           | Bruce Springsteen                      | The Rising Tour                   | —                                  | —                 | —          |
| 21 tháng 6 năm 2003                                                        | Mỹ           | Metallica                              | European Tour 2003                | —                                  | —                 | —          |
| 29 tháng 6 năm 2003                                                        | Anh          | The Rolling Stones                     | Licks World Tour                  | —                                  | —                 | —          |
| 2 tháng 7 năm 2003                                                         | Tây Ban Nha  | El Canto del Loco La Oreja de Van Gogh | MoviStar Activa                   | —                                  | —                 | —          |
| 21 tháng 6 năm 2007                                                        | Anh          | The Rolling Stones                     | A Bigger Bang Tour                | Biffy Clyro                        | —                 | —          |
| 30 tháng 6 năm 2007                                                        | Mexico       | RBD                                    | Celestial World Tour              | Diego Boneta                       | —                 | —          |
| 27 tháng 9 năm 2007                                                        | Anh          | The Police                             | Reunion Tour                      | Fiction Plane                      | 54,553 / 54,553   | $5,554,320 |
| 1 tháng 6 năm 2008                                                         | Mỹ           | Bon Jovi                               | Lost Highway Tour                 | NoWayOut, Sabia                    | 46,255 / 46,255   | $4,046,421 |
| 7 tháng 6 năm 2009                                                         | Úc           | AC/DC                                  | Black Ice Tour                    | The Answer                         | 64,196 / 64,376   | $5,906,138 |
| 21 tháng 7 năm 2009                                                        | Mỹ           | Madonna                                | Sticky & Sweet Tour               | Paul Oakenfold                     | 44,811 / 44,811   | $5,010,557 |
| 4 tháng 9 năm 2009                                                         | Anh          | Coldplay                               | Viva la Vida Tour                 | The Flaming Lips                   | 63,306 / 64,376   | $4,554,068 |
| 3 tháng 12 năm 2009                                                        | Anh          | The Prodigy                            | European Stadium Tour             | Enter Shikari                      | —                 | —          |
| 4 tháng 12 năm 2009                                                        | Mỹ           | Marilyn Manson                         | The High End of Low Tour          | esOterica                          | —                 | —          |
| 9 tháng 4 năm 2011                                                         | Mỹ           | We Are Scientists                      | Brain Thrust Mastery Tour         | Els Pets                           | —                 | —          |
| 29 tháng 5 năm 2011                                                        | Colombia     | Shakira                                | The Sun Comes Out World Tour      | —                                  | 32,012 / 33,887   | $2,994,989 |
| 27 tháng 7 năm 2011                                                        | Mỹ           | Bon Jovi                               | Live 2011                         | The Rebels                         | 39,992 / 39,992   | $3,021,325 |
| 17 tháng 5 năm 2012                                                        | Mỹ           | Bruce Springsteen                      | Wrecking Ball Tour                | —                                  | 79,430 / 86,000   | $6,692,818 |
| 18 tháng 5 năm 2012                                                        | Mỹ           | Bruce Springsteen                      | Wrecking Ball Tour                | —                                  | 79,430 / 86,000   | $6,692,818 |
| 7 tháng 6 năm 2013                                                         | Anh          | Muse                                   | The 2nd Law World Tour            | You Don't Know Me                  | —                 | —          |
| 8 tháng 7 năm 2014                                                         | Anh/ Ireland | One Direction                          | Where We Are Tour                 | 5 Seconds of Summer, Abraham Mateo | 40,333 / 40,333   | $3,391,560 |
| 29 tháng 5 năm 2015                                                        | Úc           | AC/DC                                  | Rock or Bust World Tour           | Vintage Trouble                    | 60,000 / 60,000   | —          |
| 26 tháng 5 năm 2016                                                        | Anh          | Coldplay                               | A Head Full of Dreams Tour        | Alessia Cara Lianne La Havas       | 111,261 / 111,261 | $9,734,130 |
| 27 tháng 5 năm 2016                                                        | Anh          | Coldplay                               | A Head Full of Dreams Tour        | Alessia Cara Lianne La Havas       | 111,261 / 111,261 | $9,734,130 |
| 3 tháng 8 năm 2016                                                         | Mỹ           | Beyoncé                                | The Formation World Tour          | Chloe x Halle                      | 45,346 / 45,346   | $4,806,995 |
| 18 tháng 7 năm 2017                                                        | Ireland      | U2                                     | The Joshua Tree Tour 2017         | Noel Gallagher's High Flying Birds | 54,551 / 54,551   | $5,930,076 |
| 27 tháng 9 năm 2017                                                        | Anh          | The Rolling Stones                     | No Filter Tour                    | Los Zigarros                       | 58,622 / 58,622   | $8,769,703 |
| 20 tháng 6 năm 2018                                                        | Mỹ           | Bruno Mars                             | 24K Magic World Tour              | DNCE                               | —                 | —          |
| 1 tháng 7 năm 2018                                                         | Mỹ           | Guns N' Roses                          | Not in This Lifetime Tour         | Volbeat, Nothing More              | 48,649 / 48,649   | $4,370,000 |
| 11 tháng 7 năm 2018                                                        | Mỹ           | Beyoncé Jay-Z                          | On The Run II Tour                | —                                  | 46,982 / 46,982   | $4,733,549 |
| 5 tháng 5 năm 2019                                                         | Mỹ           | Metallica                              | Worldwired Tour                   | Ghost, Bokassa                     | 51,799 / 53,760   | $5,285,919 |
| 7 tháng 6 năm 2019                                                         | Anh          | Ed Sheeran                             | Divide Tour                       | Anne-Marie, James Bay              | 54,658 / 54,658   | $4,126,520 |
| Trong đại dịch COVID-19, sức chứa của sân giảm để đảm bảo giãn cách xã hội |              |                                        |                                   |                                    |                   |            |
| 29 tháng 5 năm 2021                                                        | Tây Ban Nha  | Nil Moliner                            | Bailando en la Batalla Tour       | —                                  | —                 | —          |
| 4 tháng 6 năm 2021                                                         | Tây Ban Nha  | Maestro                                | Cruïlla XXS                       | —                                  | —                 | —          |
| 5 tháng 6 năm 2021                                                         | Tây Ban Nha  | Ojete Calor                            | Cruïlla XXS                       | —                                  | —                 | —          |
| 10 tháng 6 năm 2021                                                        | Tây Ban Nha  | Cepeda                                 | Cruïlla XXS                       | —                                  | —                 | —          |
| 12 tháng 6 năm 2021                                                        | Tây Ban Nha  | Zoo                                    | Cruïlla XXS                       | —                                  | —                 | —          |
| 13 tháng 6 năm 2021                                                        | Tây Ban Nha  | Sofia Ellar                            | Cruïlla XXS                       | —                                  | —                 | —          |
| 18 tháng 6 năm 2021                                                        | Tây Ban Nha  | Miss Caffeina                          | Cruïlla XXS                       | —                                  | —                 | —          |
| 25 tháng 6 năm 2021                                                        | Tây Ban Nha  | Víctor Manuel                          | Cruïlla XXS                       | —                                  | —                 | —          |
| 26 tháng 6 năm 2021                                                        | Tây Ban Nha  | Rels B                                 | Cruïlla XXS                       | —                                  | —                 | —          |
| 30 tháng 6 năm 2021                                                        | Tây Ban Nha  | Ismael Serrano                         | Cruïlla XXS                       | —                                  | —                 | —          |
| 7 tháng 7 năm 2021                                                         | Argentina    | God Save the Queen                     | Tour 2021                         | —                                  | —                 | —          |
| 17 tháng 7 năm 2021                                                        | Tây Ban Nha  | Eva B                                  | Share Festival                    | Hugo Cobo                          | —                 | —          |
| 22 tháng 7 năm 2021                                                        | Tây Ban Nha  | Els Amics de les Arts                  | Concerts Estel·lars               | —                                  | —                 | —          |
| 23 tháng 7 năm 2021                                                        | Tây Ban Nha  | La Pegatina                            | Share Festival                    | —                                  | —                 | —          |
| 24 tháng 7 năm 2021                                                        | Tây Ban Nha  | Natalia Lacunza                        | Share Festival                    | Alba Reche                         | —                 | —          |
| 25 tháng 7 năm 2021                                                        | Tây Ban Nha  | Ana Torroja                            | Share Festival                    | —                                  | —                 | —          |
| 30 tháng 7 năm 2021                                                        | Tây Ban Nha  | Stay Homas                             | Share Festival                    | —                                  | —                 | —          |
| 31 tháng 7 năm 2021                                                        | Tây Ban Nha  | Oques Grasses                          | Share Festival                    | —                                  | —                 | —          |
| 6 tháng 8 năm 2021                                                         | Tây Ban Nha  | Omar Montes                            | Share Festival                    | RVFV                               | —                 | —          |
| 2 tháng 9 năm 2021                                                         | Puerto Rico  | Myke Towers                            | Lyke Mike Tour                    | —                                  | —                 | —          |
| 3 tháng 9 năm 2021                                                         | Tây Ban Nha  | Camela                                 | Share Festival                    | Morad                              | —                 | —          |
| 4 tháng 9 năm 2021                                                         | Tây Ban Nha  | Lola Indigo                            | La Niña Tour                      | —                                  | —                 | —          |
| 9 tháng 9 năm 2021                                                         | Colombia     | Morat                                  | Galería Inesperada Tour           | —                                  | —                 | —          |
| Từ năm 2022, sân được sử dụng hết công suất trở lại                        |              |                                        |                                   |                                    |                   |            |
| 7 tháng 6 năm 2022                                                         | Mỹ           | Red Hot Chili Peppers                  | 2022 Global Stadium Tour          | A$AP Rocky, Thundercat             | —                 | —          |
| 29 tháng 7 năm 2022                                                        | Anh          | Iron Maiden                            | Legacy of the Beast World Tour    | Within Temptation, Airbourne       | —                 | —          |
| 28 tháng 4 năm 2023                                                        | Mỹ           | Bruce Springsteen                      | 2023 Tour                         | —                                  | —                 | —          |
| 30 tháng 4 năm 2023                                                        | Mỹ           | Bruce Springsteen                      | 2023 Tour                         | —                                  | —                 | —          |
| 24 tháng 5 năm 2023                                                        | Anh          | Coldplay                               | Music of the Spheres World Tour   | CHVRCHES Porij                     | —                 | —          |
| 25 tháng 5 năm 2023                                                        | Anh          | Coldplay                               | Music of the Spheres World Tour   | CHVRCHES Porij                     | —                 | —          |
| 27 tháng 5 năm 2023                                                        | Anh          | Coldplay                               | Music of the Spheres World Tour   | CHVRCHES Porij                     | —                 | —          |
| 28 tháng 5 năm 2023                                                        | Anh          | Coldplay                               | Music of the Spheres World Tour   | CHVRCHES Porij                     | —                 | —          |
| 8 tháng 6 năm 2023                                                         | Mỹ           | Beyoncé                                | Renaissance World Tour            | —                                  | —                 | —          |
| 12 tháng 7 năm 2023                                                        | Anh          | Harry Styles                           | Love On Tour                      | Wet Leg                            | —                 | —          |
| 20 tháng 7 năm 2023                                                        | Canada       | The Weeknd                             | After Hours til Dawn Tour         | Kaytranada Mike Dean               | —                 | —          |